# Sugarloaf Key
Sugarloaf Key ist eine Insel auf den Lower Florida Keys. Sie besteht aus zwei Inselteilen, Lower Sugarloaf Key und Upper Sugarloaf Key. Die Insel ist U-förmig geformt und der Upper Sugarloaf Sound trennt die Insel auf. Lower Sugarloaf Key befindet sich 13 Meilen von Key West und liegt zwischen Park Key und den Saddlebunch Keys. Upper Sugarloaf Key befindet sich 15 Meilen östlich von Key West, zwischen Park Key and Cudjoe Key. Obwohl sie weniger Landfläche hat, ist Lower Sugarloaf Key dichter besiedelt als Upper Sugarloaf Key.
Die U.S. Highway 1 (oder Overseas Highway) überquert Upper Sugarloaf Key bei MM 19–20.5 und Lower Sugarloaf Key bei MM 16.5–17.5.

## Namensherkunft
Der Name Sugarloaf stammt entweder von einem Indianischen Erdwall auf der Ostseite von Upper Sugarloaf Key, nördlich des Highways,  wegen seiner Form oder von einer Ananassorte, die einst auf der Insel geerntet wurde.

## Attraktionen
Auf Lower Sugarloaf Key steht der Sugarloaf Key Bat Tower, und auf Upper Sugarloaf Key ist das Great White Heron National Wildlife Refuge.